# Diarré
Diarré (el. diarre) fra græsk διαρροή (diarroé = gennemstrømme) er en tilstand med hyppig afføring, hvor afføringen har en flydende konsistens. Ordet bruges ofte fejlagtigt til at beskrive "tynd mave"; WHO definerer diarre som tre eller flere ikke faste eller flydende afføringer pr. dag eller oftere, end det er normalt for individet.
Diarré er ikke en sygdom, men et symptom på, at der er noget galt i fordøjelsessystemet eller i kroppens stofskifteproces, evt. en tarminfektion, forgiftning eller som resultat af parasitter, indvoldsorm eller lignende. Selv om diarré ikke er en sygdom i sig selv, kan den blive årsag til langvarig svækkelse og eventuelt også død. Det skyldes det tab af væske og mineraler, som forårsages af de hyppige og væskende afføringer. Den vigtigste behandling af diarré er at drikke rigeligt med vand tilsat salt og sukker. Sukker hjælper til, at kroppen kan optage vand og salt. Ifølge FN's miljøorganisation UNEP er diarré hvert år skyld i 2,2 millioner menneskers død.
Flere typer diarré kan stoppes eller modvirkes med medicin eller probiotika.